# Lacon (chi bọ cánh cứng)
Lacon là một chi bọ cánh cứng trong họ 
Elateridae.
Chi này được Laporte miêu tả khoa học năm 1838.

## Các loài
Các loài trong chi này gồm:
- Lacon aberrans (Candèze, 1874)
- Lacon africanus Girard, 2003
- Lacon altaicus (Candèze, 1882)
- Lacon anthracinus (Candèze, 1900)
- Lacon argentatus (Candèze, 1874)
- Lacon aspersus Schwarz, 1902
- Lacon atayal Kishii, 1991
- Lacon aterimus (Candèze, 1889)
- Lacon auroratus (Say, 1839)
- Lacon aurosquamosus (Jagemann, 1944)
- Lacon avitus (Say, 1839)
- Lacon balachowskyi Girard, 1971
- Lacon beckeri Golbach, 1983
- Lacon bicolor Fleutiaux, 1940
- Lacon bipectinatus Reise, 1989
- Lacon boninensis (Ôhira, 1970)
- Lacon braziliensis (Laporte, 1836)
- Lacon bulwensis (Fleutiaux, 1919)
- Lacon caeruleus Schimmel, 1998
- Lacon calabaricus (Candèze, 1874)
- Lacon candezei (Desbrochers des Loges, 1875)
- Lacon candidus (Fall, 1932)
- Lacon cantaloubei (Girard, 1969)
- Lacon carinatus Vats & Kashyap, 1992
- Lacon carinensis (Candèze, 1891)
- Lacon castelnaui (Candèze, 1880)
- Lacon chabannei (Guérin-Méneville, 1829)
- Lacon chilensis (Solier, 1851)
- Lacon churakagi (Ôhira, 1971)
- Lacon cinctus (Candèze, 1878)
- Lacon coecus (Candèze, 1874)
- Lacon cognatus (Candèze, 1892)
- Lacon collisus (Candèze, 1889)
- Lacon constellatus (Fleutiaux, 1906)
- Lacon cribratus (Candèze, 1857)
- Lacon cribrosus (Eschscholtz)
- Lacon cristatus (Fleutiaux, 1918)
- Lacon cuneatus (Candèze, 1865)
- Lacon delagrangei Buysson, 1891
- Lacon discoidea (Weber, 1801)
- Lacon distinctus (Fleutiaux, 1920)
- Lacon dorsalis (Candèze, 1857)
- Lacon drusa (Marseul, 1870)
- Lacon dubius Candèze, 1857
- Lacon expansus (Fleutiaux, 1920)
- Lacon fairmairei (Candèze, 1882)
- Lacon flavopilosus Vats & Kashyap, 1992
- Lacon fleutiauxi (Schwarz, 1902)
- Lacon foveatus (Candèze, 1895)
- Lacon fulvipennis Fleutiaux, 1932
- Lacon funebris (Solsky, 1881)
- Lacon ganglbaueri (Schwarz, 1894)
- Lacon geographicus (Candèze, 1864)
- Lacon gillerforsi Platia & Schimmel, 1994
- Lacon giuglarisi Chassain, 2005
- Lacon graecus (Candèze, 1857)
- Lacon griseus (Schwarz, 1900)
- Lacon impressicollis (Say, 1825)
- Lacon inaequalis (Candèze, 1857)
- Lacon incommodus Fleutiaux, 1934
- Lacon incomptus (Kraatz, 1882)
- Lacon inflatus (Candèze, 1857)
- Lacon jacquieri (Candèze, 1857)
- Lacon javanus (Candèze, 1893)
- Lacon jeanvoinei Fleutiaux, 1940
- Lacon kapleri Platia & Schimmel, 1994
- Lacon kaszabi Golbach, 1983
- Lacon kikuchii (Miwa, 1929)
- Lacon kintaroui Kishii, 1990
- Lacon kryzhanovskyi Dolin & Atamuradov, 1989
- Lacon kurukshetrensis Vats & Kashyap, 1992
- Lacon kushihige Kishii, 1990
- Lacon laconoides (Fleutiaux, 1907)
- Lacon laconoides (Schwarz, 1902)
- Lacon ladae Mertlik & Dusanek, 2006
- Lacon lamottei Girard, 2003
- Lacon laoticus Fleutiaux, 1927
- Lacon laticollis (Candèze, 1857)
- Lacon lepidopterus (Panzer, 1800)
- Lacon limbatus (Candèze, 1857)
- Lacon linearis (Candèze, 1865)
- Lacon lithophilus (Candèze, 1857)
- Lacon longicornis (Champion, 1894)
- Lacon luzonicus (Candèze, 1875)
- Lacon maculatus (LeConte, 1866)
- Lacon madidus (Candèze, 1889)
- Lacon maeklinii (Candèze, 1865)
- Lacon mamillatus (Candèze, 1865)
- Lacon marmoratus (Fabricius, 1801)
- Lacon mausoni Hayek, 1973
- Lacon mekrani (Candèze, 1889)
- Lacon mexicanus (Candèze, 1857)
- Lacon misticus (Mignot, 1969)
- Lacon mixtus (Candèze, 1878)
- Lacon modestus (Boisduval, 1835)
- Lacon monticola (Candèze, 1897)
- Lacon nigrofucus Vats & Kashyap, 1992
- Lacon nobilis (Fall, 1932)
- Lacon novus Fleutiaux, 1934
- Lacon obscurus Fleutiaux, 1940
- Lacon olivieri (Candèze, 1874)
- Lacon orientalis (Fleutiaux, 1918)
- Lacon palliatus (Latreille, 1811)
- Lacon parallelus (Lewis, 1894)
- Lacon paulista Reise, 1992
- Lacon pectinatus (Candèze, 1865)
- Lacon pectinicornis (Champion, 1894)
- Lacon pectoralis (Fairmaire, 1884)
- Lacon philippinus (Fleutiaux, 1934)
- Lacon pictus (Fleutiaux, 1902)
- Lacon pollinaria (Candèze, 1857)
- Lacon punctatus (Herbst, 1779)
- Lacon puriensis Kishii, 1991
- Lacon pyrsolepis (LeConte, 1866)
- Lacon quadrinotatus Lewis, 1894
- Lacon querceus (Herbst, 1784)
- Lacon ramatasenseni (Miwa, 1934)
- Lacon recticollis Fleutiaux, 1927
- Lacon robustus (Fleutiaux, 1902)
- Lacon rorulenta (LeConte, 1859)
- Lacon rotundicollis Kishii & Jiang, 1994
- Lacon ruber (Perty, 1830)
- Lacon rubidus (Schwarz, 1902)
- Lacon rubripennis Fleutiaux, 1940
- Lacon salvazai Fleutiaux, 1918
- Lacon sanguineus (Candèze, 1863)
- Lacon setosus (Candèze, 1874)
- Lacon solai Platia & Gudenzi, 2000
- Lacon sparsus (Candèze, 1865)
- Lacon spurcus Candèze, 1865
- Lacon spurcus (Candèze, 1874)
- Lacon strangulatus (Fleutiaux, 1906)
- Lacon subcostatus (Candèze, 1857)
- Lacon subpectinatus (Schwarz, 1902)
- Lacon tawiensis Ôhira, 1974
- Lacon tenebrionoides (Candèze, 1857)
- Lacon tonkinensis (Fleutiaux, 1927)
- Lacon tristis Blanchard, 1853
- Lacon tumulosus (Candèze, 1888)
- Lacon unicolor (Candèze, 1874)
- Lacon variegatus Motschulsky, 1854
- Lacon vicinus (Candèze, 1891)
- Lacon viettei Girard, 1970
- Lacon viridis (Champion, 1894)
- Lacon vitalisi (Fleutiaux, 1918)
- Lacon wallacei (Candèze, 1874)
- Lacon yayeyamanus (Miwa, 1934)
- Lacon yunnanus Fleutiaux, 1940

## Hình ảnh

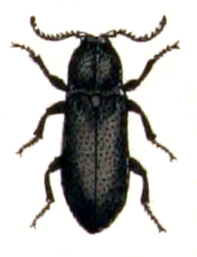